# Моя бабуся просить їй вибачити
«Моя бабуся просить їй вибачити» (оригінальна назва «Min mormor hälsar och säger förlåt») — роман шведського колумніста, блогера й письменника Фредріка Бакмана. Книга була вперше опублікована шведською мовою у 2013 році. Пізніше у 2017 році було опубліковано український переклад. Права на переклад продані більш ніж 40 країнам. У 2017 році роман потрапив до довгого списку Міжнародної дублінської літературної премії.

## Сюжет
Події розгортаються у Швеції та розповідають про 7-річну Ельзу, надзвичайно розумну дівчинку. Через її розум вона виділяється серед інших учнів у школі. Тому всі сприймають її як «іншу» і не бажають дружити. Єдиний справжній друг — її ексцентрична бабуся, лікарка на пенсії, яка розказує фантастичні казки про Королівство Міамас (також відоме як Країна-Майже-Сну) — чарівне царство між «неспанням» і сном, де кожна людина унікальна, а понять «нормальності» чи «ненормальності» немає. Бабусині розповіді, наповнені історіями про дивних істот і незвичайні місцини, що відображають характери та недоліки людей, яких вона зустрічала, втішають та відволікають Ельзу від шкільних труднощів. Як і її улюблений літературний герой, Гаррі Поттер (що підтверджується її постійними розповідями про нього та шарфом Ґрифіндору), Ельза знаходить притулок і силу в цих світах уяви.
Коли бабуся помирає, Ельзу охоплює горе, але незабаром вона виявляє залишені для неї листи — вибачення перед тими, кого бабуся образила. Ці листи стають основою для останньої пригоди Ельзи, квесту, організованого її бабусею. Кожен лист веде її до нового місця та нового персонажа, пов'язаного з минулим бабусі, розмиваючи межі між реальністю та фантастичним Королівством Міамас. Люди, яких вона зустрічає (прототипів вигаданих персонажів із бабусиних історій) допомагають розкрити таємничі деталі про складне та часто непросте життя бабусі, включаючи її складні стосунки з матір'ю Ельзи. Ця подорож підкреслює головну ідею книги: бути іншим — нормально. Хоча головна героїня — дитина, книга досліджує складні теми та представляє різноманітних персонажів, що робить її цікавою для широкої авдиторії.
Завдяки цим зустрічам Ельза розкриває бабусині смуток, жаль, каяття, сміливість і глибину її любові. Вона розуміє, що бабусині історії були не просто втечею від реальності, а способом, щоб поділитись із Ельзою життєвими уроками та порадами. Королівство Міамас з його фантастичними істотами та алегоричними пейзажами стає «мапою» у реальному світі для розуміння складнощів людських стосунків. Подорож допомагає Ельзі протистояти кривдникам, пізнати себе та прийняти свою індивідуальність. Останній лист, адресований самій Ельзі, розкриває найважливіший секрет: причину створення Королівства Міамас і справжнє значення бабусиних історій. Це останнє послання, свідчення любові бабусі, закликає Ельзу цінувати свою уяву та черпати силу зі своєї унікальності. Зрештою, Ельза відпускає бабусю, знаючи, що хоча її вже немає, її історії та мудрість у них завжди залишаться з нею.

## Українське видання
Переклад з англійської роману «Моя бабуся просить їй вибачити» здійснений Ольгою Захарченко. Видано видавництвом «Книголав» у 2018 році, містить 416 сторінок. ISBN (978-966-97639-6-9) Художник обкладинки — український перекладач художньої літератури, книжковий дизайнер, видавець Ілля Юрійович Стронґовський. Свої комерційні роботи підписує ім'ям стронґовський.